# Retábulo de Miraflores
O Retábulo de Miraflores (ou Tríptico da Virgem, O Altar de Nossa Senora ou ainda Retábulo de Maria) é um painel de retábulo com pintura a óleo sobre madeira de carvalho, datado de c. 1442-5, do pintor flamengo Rogier van der Weyden. Encontra-se no museu Gemäldegalerie, em Berlim desde 1850. O Tríptico foi roubado do seu local original, a Cartuxa de Miraflores em Burgos, pelo General Darmagnac em 1809. Os três painéis medem, cada um,  71 x 43 cm, e mostram, da esquerda para a direita, uma imagem da Sagrada Família, a Pietà (a Virgem segurando no corpo de Jesus) e a aparição de Cristo a Maria—uma leitura cronológica do nascimento, morte e ressurreição de Jesus, com Maria a ser o foco de ambas as alas. O retábulo apresenta a relação de Maria com Cristo em diferentes fases da sua vida. A pintura destaca-se pela utilização da cor, em particular dos brancos, vermelhos e azuis, e das linhas—como a linha do corpo de Cristo no painel central—e, típico de van der Weyden, o seu impacto emocional.
Típico dos trípticos deste período, o retábulo é rico em elementos religiosos simbólicos; cada painel é ornamentado por um arco arredondado com decorações góticas na zona baixa e no tímpano. Cada um é delineado por esculturas em relevo simulado altamente detalhado, com iconografia complexa. O retábulo influenciou pintores contemporâneos, especialmente na decoração de portais simbolicamente decorados colocados como relevos imaginários nos arcos da moldura. Pensa-se que terá influenciado as obras de Petrus Christus, Dirck Bouts e Hans Memling.